# Kurdischer Roter Halbmond
Der Kurdische Rote Halbmond (Heyva Sor) (Kurdisch: Heyva Sor a Kurdistanê) ist eine humanitäre Non-Profit-Organisation mit Zentren in Deutschland und Kobanê in der faktisch autonomen Administration von Nord- und Ostsyrien. Er ist nach eigener Darstellung einer der Hauptanbieter für medizinische Versorgung und Flüchtlingshilfe für Menschen, die vor Angriffen des Islamischen Staates (IS) und der syrischen und türkischen Regierung flüchteten. Er hilft außerdem beim Wiederaufbau von Kobanê, das nach mehreren Monaten des Kampfes gegen den IS zum Großteil zerstört wurde. Deutsche Sicherheitsbehörden halten den Kurdischen Roten Halbmond für eine Organisation der Arbeiterpartei Kurdistans (PKK) oder für eine der PKK nahestehende Organisation.
Der Kurdische Rote Halbmond ist nicht Mitglied des Internationalen Komitees vom Roten Kreuz oder Teil der International Federation of Red Cross and Red Crescent Societies.

## Engagement
Der Kurdische Rote Halbmond engagiert sich laut Selbstdarstellung hauptsächlich in fünf Bereichen: Kinderhilfe, Familienpatenschaft, Gesundheitsversorgung, Soforthilfen und das Solidaritätsprojekt für Häftlinge.

## Finanzierung
Es werden Spenden in mehreren europäischen Ländern gesammelt. So beispielsweise in Deutschland und Schweden, wo die Organisation 1993 gegründet wurde. 2019 erhielt der Kurdische Rote Halbmond eine Spende von 250.000 Euro der deutschen Partei Die Partei.
2010 entschied die Aufsichts- und Dienstleistungsdirektion von Rheinland-Pfalz, dass die Organisation das Symbol des Roten Halbmondes oder des Roten Kreuzes nicht verwenden darf, da dies Staaten vorbehalten sei. In Rheinland-Pfalz darf die Organisation seit 2010 keine Spenden sammeln. Die „zweckentsprechende einwandfreie Verwendung der Geldspenden sowie der Förderbeiträge“ sei nicht gewährleistet und  obwohl die Spendendosen regelmäßig hilfsbedürftige Kinder mit der Aufschrift  „Hilfe für Kinder in Not – HSK e.V.“ gezeigt hätten, seien diese Gelder zweckentfremdet verwendet worden.